# Nova Alvorada do Sul
Pour les articles homonymes, voir Alvorada (homonymie).
Nova Alvorada do Sul est une municipalité brésilienne de l'État de Mato Grosso do Sul et la Microrégion de Dourados.